# Tölgyfalepke

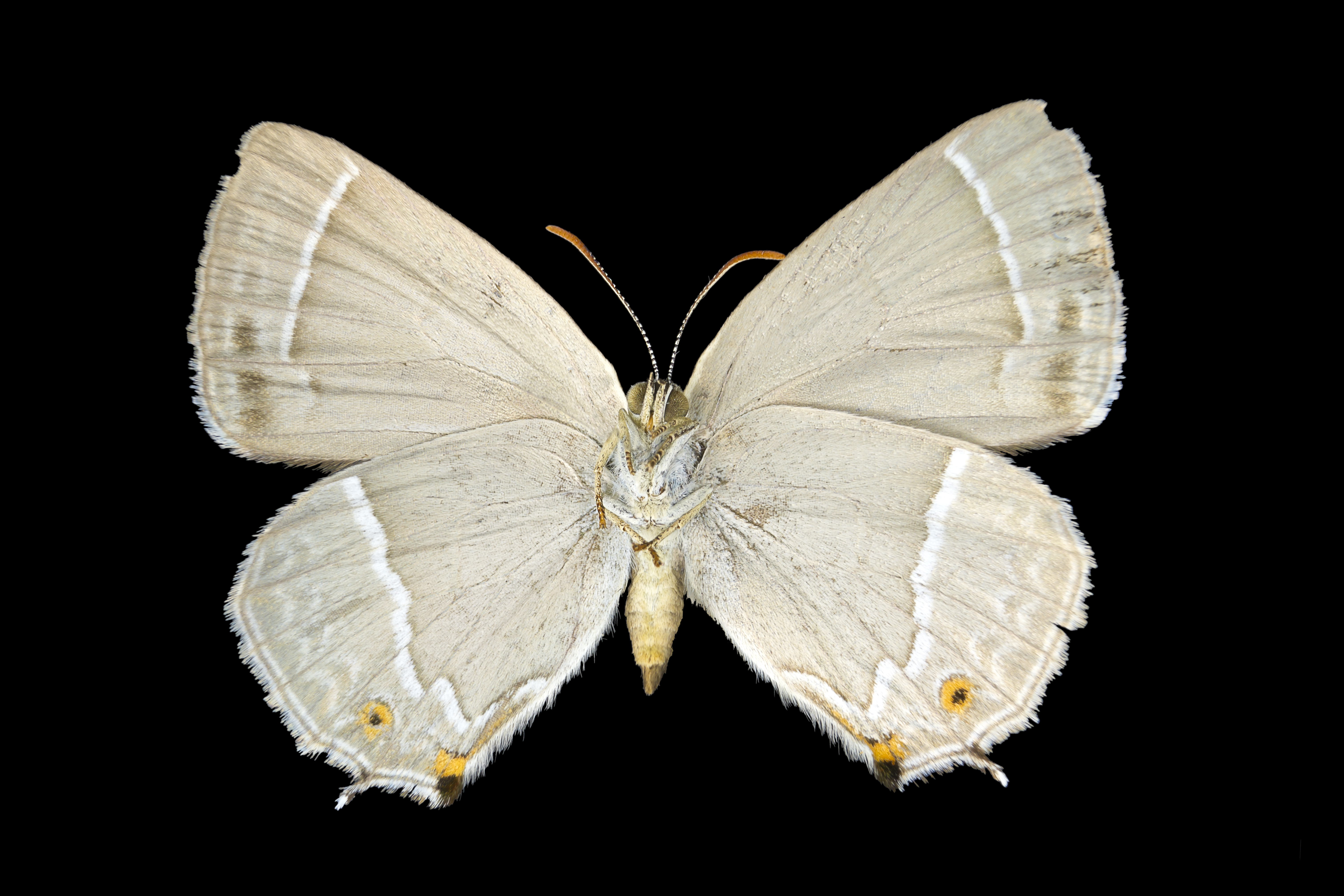
Quercusia quercus

A tölgyfalepke (Quercusia quercus vagy Neozephyrus quercus)  a rovarok (Insecta) osztályának a lepkék (Lepidoptera) rendjéhez, ezen belül a boglárkalepkék (Lycaenidae) családjához tartozó faj.

## Elterjedése
A tölgyfalepke elterjedési területe egész Európa. Korábban lényegesen gyakoribb volt.

## Megjelenése
A tölgyfalepke sötét színű lepke, 1,5 centiméter hosszú elülső szárnyán világító mélykék mezőkkel. A szárnyak fonákján fehér, enyhén cakkozott harántvonal fut. A hátulsó szárnyakon vékony faroknyúlvány látható.

## Életmódja
A tölgyfalepke tölgyesek, bokros erdőszélek, fiatal erdők lakója, de parkokban is megtaláljuk, ahol öreg tölgyek vannak, az alföldektől 1500 méter magasságig.

## Szaporodása
A lepkének egy nemzedéke van évente, június közepétől augusztusig repül. A hernyóidőszaka május–június között van.